# Lastarriaea chilensis
Lastarriaea chilensis är en slideväxtart som beskrevs av Esprit Alexandre Remy. Lastarriaea chilensis ingår i släktet Lastarriaea och familjen slideväxter. Inga underarter finns listade i Catalogue of Life.